# María del Carmen Gómez Ortega
María del Carmen Gómez Ortega (Zimapán, Hidalgo, 24 de octubre de 1967) es una política, activista, socióloga y catedrática mexicana vinculada al Partido Movimiento Regeneración Nacional, reconocida por su labor sindical principalmente en los estados de Hidalgo y Querétaro.

## Biografía

### Primeros años y estudios
Gómez Ortega nació el 24 de octubre de 1967 en el municipio de Zimapán, Hidalgo. Se graduó como socióloga en la Universidad Autónoma de Querétaro y más tarde realizó estudios de especialización en Desarrollo Comunitario.

### Carrera

#### Década de 2000
En el año 2003 fue nombrada Secretaria de Acción Política y Presidenta de la Comisión de Legislación del Sindicato de Trabajadores al Servicio de los Poderes del Estado (STSPE), una organización encargada de velar por los derechos laborales de los funcionarios públicos de Querétaro. Durante su estancia al frente del sindicato se obtuvo la firma de un documento de condiciones generales de trabajo y la reglamentación de tres comisiones mixtas.
En 2006 fue elegida Secretaria General del sindicato, ejerciendo el cargo hasta 2009. Durante este periodo conformó un frente sindical en apoyo al STSPE y visitó las instalaciones de varias organizaciones sindicales independientes en territorio europeo. Mediante una demanda impuesta por Gómez, la Organización Internacional del Trabajo emitió una recomendación a los gobiernos de Vicente Fox y Francisco Garrido Patrón para que cesaran su influencia sobre el sindicato. En el año 2008 se convirtió en catedrática de la Universidad UNIVER, reconocida en la actualidad como Universidad de Estudios Avanzados UNEA, cargo que desempeñó hasta el año 2010. En 2009 fue destacada como la «mujer del año» por la Quincuagésima Legislatura del Estado de Querétaro por su labor social.
Acto seguido se convirtió en miembro del Frente Sindical Mexicano, liderado por el Sindicato Mexicano de Electricistas, y del Frente Nacional Contra la Represión, encabezado por la notable activista Rosario Ibarra de Piedra. Con base en las premisas de dicha organización, Gómez creó el Frente Estatal Contra la Represión y por los Derechos Humanos en Querétaro, en el cual se concentraron todas las organizaciones sindicales independientes de izquierda del estado de la región centro-norte del país. Colaboró más tarde en la creación del mismo frente en el estado de Hidalgo como una iniciativa de defensa de «Todos Somos Zimapán», movimiento ambiental formado en el municipio de Zimapán, Hidalgo a mediados de la década de 2000, el cual logró la clausura del confinamiento de desechos tóxicos en la localidad contando con el apoyo de organizaciones ambientales internacionales. Durante el gobierno interino de 2009 en Zimapán, Gómez fue nombrada Directora de Desarrollo Social y presentó su candidatura ciudadana a la presidencia municipal de Querétaro invitada por Morena y el Partido del Trabajo.

#### Década de 2010 y actualidad
En 2013 se vinculó oficialmente al Morena, tras haber participado en su fundación a comienzos de la década de 2010. En 2015 participó como candidata por dicho partido en las elecciones a Diputación Local por el Distrito IV, obteniendo el 8% de la votación general. En septiembre de 2020 presentó su candidatura a la Secretaría General del partido Morena en representación de la junta local de Querétaro.
En la actualidad se desempeña como Catedrática de Educación Superior en la Universidad Autónoma de Durango, como Secretaria de Arte y Cultura del Comité Ejecutivo Estatal y como Consejera Estatal de Morena en Querétaro.